# Vuelo 8509 de Korean Air Cargo
El vuelo 8509 de Korean Air Cargo, un Boeing 747-2B5F con matrícula HL7451 y con destino al Aeropuerto de Milán-Malpensa, se estrelló debido a un fallo en los instrumentos y un error del piloto el 22 de diciembre de 1999, poco después de despegar del Aeropuerto de Londres-Stansted, donde iniciaba el último tramo de su ruta de Corea del Sur a Italia. El avión se estrelló en el bosque de Hatfield, cerca de la localidad de Great Hallingbury, cerca de unas casas, pero sin tocarlas, y murieron los cuatro tripulantes a bordo.

## Descripción

### Aeronave
La aeronave involucrada era un Boeing 747-2B5F, MSN 22480, matriculado como HL7451, fabricado en 1980. En sus 19 años de servicio, había registrado aproximadamente 15.451 vuelos y 83.011 horas de fuselaje antes del vuelo fatal. Estaba equipado con cuatro motores Pratt & Whitney JT9D-7Q.

### Tripulación de vuelo
La tripulación de vuelo estaba compuesta por:
- El capitán Park Duk-kyu, de 57 años ((en hangul, 박득규; en hanja, 朴得圭))
- El primer oficial Yoon Ki-sik, de 33 años ((en hangul, 윤기식; en hanja, 尹基植))
- El ingeniero de vuelo Park Hoon-kyu, de 38 años ((en hangul, 박훈규; en hanja, 朴薰圭))
- Kim Il-suk, el mecánico de mantenimiento de 45 años ((en hangul, 김일석; en hanja, 金日奭))[4][5]

El capitán era un excoronel y piloto de la Fuerza Aérea de la República de Corea y un aviador con amplia experiencia,con un total de 13.490 horas de vuelo, 8.495 de las cuales acumuladas en Boeing 747. El primer oficial, en cambio, era relativamente inexperto, con tan solo 195 horas de vuelo en el 747 y un total de 1.406 horas de vuelo. El ingeniero de vuelo, al igual que el capitán, tenía amplia experiencia en el vuelo del 747: 4.511 de sus 8.301 horas de vuelo totales las acumuló en ellos. El mecánico de mantenimiento había participado en la reparación de la INU fallida.

### Falla de la INU y reparación fallida
Tras la salida del avión de Taskent en el segmento de vuelo anterior, una de sus unidades de navegación inercial (INU) falló parcialmente, proporcionando datos de alabeo erróneos al indicador de dirección de actitud (ADI u horizonte artificial) del capitán. El ADI del primer oficial y un ADI de reserva eran correctos; una alarma del comparador alertó sobre la discrepancia y, a plena luz del día, la indicación errónea se identificó fácilmente. El selector de entrada del ADI se conectó a la otra INU y se obtuvieron las indicaciones correctas.
En Stansted, los ingenieros que intentaron reparar el ADI no contaban con el Manual de Aislamiento de Fallas correcto y no repararon ni reemplazaron la INU número 1 defectuosa. Uno de ellos identificó y reparó un conector dañado en el ADI. Cuando el ADI respondió correctamente a su botón de "Prueba", creyeron que la falla se había corregido, aunque este botón solo probaba el ADI y no la INU. El selector de entrada del ADI se dejó en la posición normal.

## El vuelo

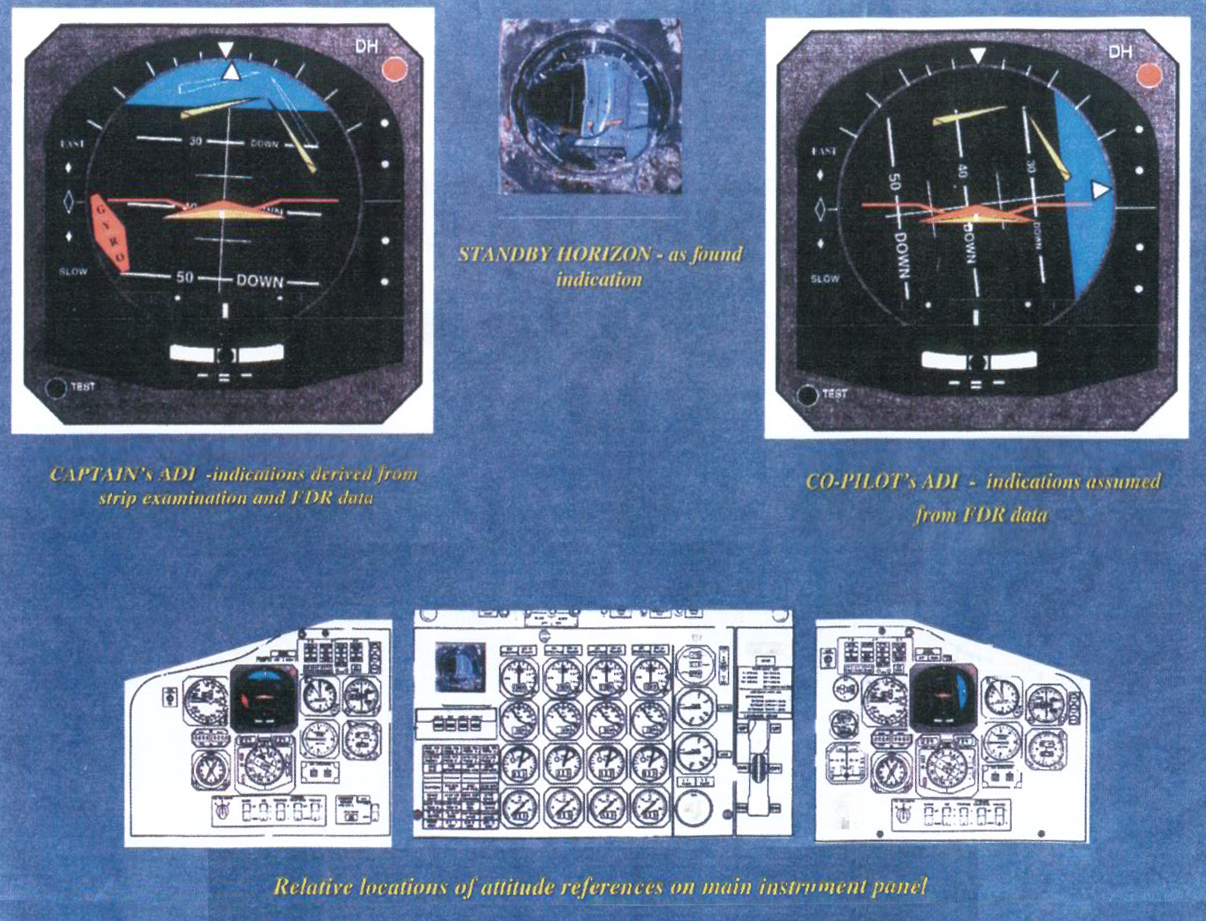
Datos de referencia de actitud en el momento del impacto del HL-7451. Nótese que el ADI del capitán (izquierda) muestra la aeronave casi nivelada con las alas y casi 40 grados de morro abajo, mientras que el ADI del copiloto (derecha) muestra la aeronave con una inclinación pronunciada a la izquierda de casi 90 grados y casi 40 grados de morro abajo. Estas indicaciones se reconstruyeron utilizando la última información recuperada de la grabadora de datos de vuelo. El instrumento central, el "horizonte de reserva", sufrió graves daños en el impacto, y solo se recuperó la parte delantera un año después. Su ángulo de inclinación de casi 90 grados coincide con el ADI del copiloto, y las marcas de suciedad sugieren que la referencia vertical se movió con fuerza contra el instrumento, lo que podría explicar su aparente discrepancia de inclinación con los otros dos instrumentos.

Estaba oscuro cuando el avión despegó del Aeropuerto de Londres-Stansted, con el capitán al mando.La aeronave entró en las nubes a 400 pies sobre el terreno. Cuando el capitán ladeó el avión hacia la izquierda, el INU defectuoso envió datos erróneos a su ADI, impidiendo que el instrumento mostrara que la aeronave estaba ladeada. La alarma del comparador sonó repetidamente, lo que indicaba que las dos pantallas del ADI de la aeronave no coincidían.El primer oficial, cuyo propio ADI mostró el ángulo de alabeo correcto, según la información de la grabadora de datos de vuelo de la aeronave,no participó en las técnicas de gestión de recursos de la tripulación, sin decir nada que cuestionara las acciones de su capitán ni intentó tomar el control del vuelo con sus propios controles. El ingeniero de vuelo, de mayor edad y experiencia, sí gritó "Alabeo no funciona" (traducido del coreano al inglés en el informe de la AAIB) 20,8 segundos antes del impacto, "Alabeo, alabeo" (en inglés) 16,9 segundos antes del impacto, "El indicador de espera [en inglés] tampoco funciona [en coreano]" 10,2 segundos antes del impacto, y "¡Ay!, alabeo" (en coreano) 1,5 segundos antes del impacto.El capitán continuó ignorando la alarma sonoray no respondió verbalmente al ingeniero de vuelo.Los datos de la grabadora de vuelo indican que durante este tiempo el volante de control estaba ordenando al avión inclinarse más hacia la izquierda.A las 18:38, 55 segundos después del despegue, el ala izquierda del vuelo 8509 se arrastró por el suelo, luego el avión se precipitó hacia el suelo a una velocidad de entre 250 y 300 nudos (463 y 556 km/h) (288 y 345 mph),en una actitud de cabeceo hacia abajo de 40° y alabeo hacia la izquierda de 90°.El avión explotó en el impacto.

## Consecuencias
Tras la investigación, la Rama de Investigación de Accidentes Aéreos del Reino Unido (AAIB) emitió recomendaciones a Korean Air para que revise su programa de formación y la cultura de la empresa, para promover una atmósfera más libre entre el capitán y el primer oficial.La primera recomendación del informe final del accidente de la AAIB fue que:
Korean Air continúe actualizando sus programas de capacitación y garantía de calidad de vuelo para adaptarse a la evolución de la gestión de recursos de la tripulación y los desarrollos de la industria, abordar cuestiones específicas de su entorno operativo y garantizar la adaptación del material de capacitación importado para adaptarse a la cultura coreana.

## Filmografía
Un episodio de marzo de 2012 de Mayday: catástrofes aéreas, también llamado Air Crash Investigation en el Reino Unido y el resto del mundo (Temporada 11, Episodio 7), titulado "Mala Actitud" o "Accidente de Stansted", investigó este accidente.